# I. gimnazija u Zagrebu
I. gimnazija u Zagrebu (lat. Gymnasium Primum Zagrabia) je opća gimnazija u Zagrebu. Najstarija je opća gimnazija u Zagrebu, te druga najstarija gimnazija u Hrvatskoj, osnovana 1854. godine. Slovi kao jedna od najboljih općih gimnazija u Hrvatskoj, što dokazuje rezultatima na državnim natjecanjima i državnoj maturi, visokim brojem bodova s kojima ju osnovnoškolci upisuju, kao i dugom listom uspješnih bivših učenika. Aktualna ravnateljica I. gimnazije je prof. Dunja Marušić Brezetić.

## Povijest
Prvi razred I. gimnazije Zagreb upisan je 20. rujna 1854. godine. Tada pod nazivom "Realna gimnazija Zagreb", tek je dvije godine kasnije, rješenjem cara Franje Josipa I. postala samostalna škola, smještena u zgradi na Vrazovom šetalištu. Na toj lokaciji zadržala se svega dvije godine, jer 1858. godine grad Zagreb donosi odluku o pretvaranju gimnazije iz trogodišnje u šestogodišnju, pa u tu svrhu kupuje zgradu obitelji Jelačić na Strossmayerovom šetalištu, gdje će djelovati narednih 37 godina. Padom Bachovog apsolutizma, već u jesen 1860. godine u I. gimnaziju uvodi se hrvatski kao službeni jezik nastave.
1895. Gimnazija se ponovno seli, ovog puta u novu zgradu na današnjem Rooseveltovom trgu, u kojoj su tada bile smještene viša trgovačka, realna i realna osmogodišnja gimnazija. Na toj lokaciji I. gimnazija provodi gotovo sto godina, da bi se 1986. morala iseliti zbog preuređenja zgrade u muzej umjetnina iz zbirke Ante Topića Mimare. Tada počinje "neurotično" šestogodišnje razdoblje u kojemu slavna gimnazija nema stalni prostor za nastavu te se nastavnici i učenici sele iz zgrade u zgradu, a ponekad su čak između satova morali mijenjati zgrade.
I. gimnazija ponovno dobiva stalni prostor 1992. godine na današnjoj lokaciji u Novom Zagrebu, a profesori i učenici postupno vraćaju stari renome školi. Danas škola ima oko pedeset profesora i šestotinjak učenika.

## Nastava i vannastavne aktivnosti
Nastava se u I. gimnaziji održava uvijek u prijepodnevnom terminu te počinje u 8:00. Nastavni sat traje 45 minuta, a odmori 5 minuta, izuzev velikog odmora poslije trećeg sata koji traje 20 minuta.
Nastavni predmeti su hrvatski jezik, latinski jezik, 2 strana jezika (njemački, engleski, francuski, talijanski, španjolski, ruski), glazbena umjetnost, likovna umjetnost, psihologija, logika, filozofija, sociologija, povijest, geografija, matematika, fizika, kemija, biologija, informatika, politika i gospodarstvo, tjelesna i zdravstvena kultura i izborni predmet (etika ili vjeronauk).
Znatan dio nastave također se odvija u terenskom obliku, kako stalnim posjetima prirodoslovnom, arheološkom, , tehničkom i povijesnom muzeju u Zagrebu, Međimurju, Vukovaru, NP Paklenici, HAZU-u i drugima, tako i pojedinačnim izletima u Beč, Veronu i druge gradove.
Zadnjih godina, najčešće u drugom razredu, također se putuje u Gardaland, a krajem trećeg ili početkom četvrtog razreda (budući) maturanti idu na maturalno putovanje, najčešće u Nizozemsku, Prag, Grčku ili Španjolsku.
Učenici mogu sudjelovati u mnogim izvannastavnim aktivnostima, tu su prije svega dramska grupa "Gordogan", debatni klub "Krvoločne Visibabe" i likovna grupa "Mladi keramičari", a zatim djevojački zbor, Crveni Križ, povijesna grupa, ekogrupa, novinarska skupina, knjižničarska grupa, planinarska sekcija, volonterski klub i drugi.
Također, svake godine I. gimnazija sudjeluje u svjetskom danu pješačenja odlaskom na Medvednicu i organizira biciklijadu "Pozdrav proljeću", a također surađuje i s veleposlanstvom Republike Francuske, MUP-om, studentskom udrugom AIESEC te mnogim drugima.

## Poznati bivši učenici
Izvor: 
- Vladimir Bakarić, političar, državnik i marksistički teoretičar, jedan od osnivača ZAVNOH-a i prvi predsjednik NR Hrvatske
- August Cesarec, književnik, pjesnik i revolucionar, sudionik u Španjolskom građanskom ratu
- Dobroslav Cesarić, akademik i pjesnik
- Vladimir Devidé, akademik, istaknuti matematičar i japanolog
- Gabrijel Divjanović, hrvatski prirodoslovac i popularizator znanosti
- Bruna Esih, znanstvenica i političarka
- Villim Feller, istaknuti matematičar i sveučilišni profesor u Kielu, Stockholmu, Kopenhagenu, Lundu, Princetonu i Providenceu.
- Oton Gliha, akademski slikar
- Dragutin Gorjanović-Kramberger, paleontolog, arheolog i geolog, otkrivač krapinskog pračovjeka
- Marijan Haberle, arhitekt
- Vjekoslav Heinzel, arhitekt i zagrebački gradonačelnik
- Dragutin Ibler, arhitekt, sveučilišni nastavnik i teoretičar arhitekture
- Ivica Ivanac, književnik, scenarist i dramaturg
- Ljubomir Jelčić, televizijski i radijski voditelj
- Vida Jerman, glumica
- Ivo Josipović, skladatelj, sveučilišni profesor i bivši predsjednik Republike Hrvatske
- Sven Lasta, glumac
- Boris Magaš, akademik i arhitekt, projektirao Poljudski stadion u Splitu
- Zoran Milanović, pravnik, političar, drugi predsjednik SDP-a , deseti predsjednik Vlade Republike Hrvatske i peti predsjednik Republike Hrvatske
- Vatroslav Mimica, filmski redatelj, scenarist i producent
- Hrvoje Požar, akademik i sveučilišni profesor
- Vladimir Prelog, znanstvenik i dobitnik Nobelove nagrade za kemiju
- Milivoj Puhlovski, televizijski i filmski redatelj i scenarist
- Vjenceslav Richter, arhitekt
- Vjekoslav Šutej, dirigent
- Marko Turina, kardiokirurg, dopisni član HAZU-a, jedan od vodećih svjetskih kardiokirurga
- Maksimilijan Vanka, slikar i kipar
- Vladimir Varićak, hrvatski matematičar i teorijski fizičar srpskog podrijetla
- Mladen Vranić, hrvatsko-kanadski liječnik, istraživač dijabetesa
- Živko Zalar, snimatelj

## Vanjske poveznice
- Stranica I. gimnazije